# Mathieu Burgaudeau
Mathieu Burgaudeau (Noirmoutier-en-l'Île, 17 novembre 1998) è un ciclista su strada francese che corre per il team TotalEnergies; professionista dal 2019, ha vinto una tappa alla Parigi-Nizza 2022.

## Palmarès

### Strada
- 2016 (Juniores)

1ª tappa Tour du Valromey (Creys-Mépieu > Saint-Sorlin-en-Bugey)
4ª tappa Tour du Valromey (Artemare > Hauteville-Lompnes)
- 2017 (Vendée U)

Tour du Lot-et-Garonne
Manche-Atlantique
- 2018 (Vendée U)

3ª tappa Trois Jours de Cherbourg (Équeurdreville-Hainneville > Cherbourg-Octeville)
- 2022 (TotalEnergies, una vittoria)

6ª tappa Parigi-Nizza (Courthézon > Aubagne)
- 2024 (TotalEnergies, quattro vittorie)

4ª tappa Tour du Limousin (Oradour-sur-Glane > Limoges)
2ª tappa Tour of İstanbul (Şile > Şile)
3ª tappa Tour of İstanbul (Beykoz > Polonezköy)
Classifica generale Tour of İstanbul

#### Altri successi
- 2015 (Juniores)

Classifica scalatori Tour du Pays de Vaud
- 2016 (Juniores)

Classifica a punti Aubel-Thimister-La Gleize
- 2017 (Vendée U)

Classifica giovani Tour de Gironde

## Piazzamenti

### Grandi Giri
- Tour de France

2020: 131º
2022: 67º
2023: 31º
2024: 63º
2025: 63º

### Classiche monumento
- Liegi-Bastogne-Liegi

2020: 55º
2021: 95º
2023: 62º
2024: 78º
2025: 69º
- Giro di Lombardia

2022: 56º

### Competizioni mondiali
- Campionati del mondo

Richmond 2015 - In linea Junior: ritirato
Yorkshire 2019 - In linea Under-23: 9º

### Competizioni europee
- Campionati europei:

Plumelec 2016 - In linea Junior: 57º
- Giochi europei

Minsk 2019 - In linea: 81º